# Dryophytes euphorbiaceus
La ranita de alta montaña del sur (Dryophytes euphorbiaceus) es una especie de anfibios de la familia Hylidae. Es endémica de México.
Sus hábitats naturales incluyen montanos secos, praderas a gran altitud, ríos intermitentes y marismas intermitentes de agua dulce. Estuvo en riesgo de extinción por la destrucción de su hábitat natural, sin embargo su población ha experimentado cierta mejoría.[cita requerida]

## Clasificación y descripción
Es una especie de tamaño pequeño, el macho adulto puede medir 3 cm por los 4 cm de la hembra. Su cabeza es ligeramente más estrecha que el cuerpo. En vista dorsal y lateral su hocico es agudamente redondeado. Sus extremidades son largas y delgadas. Su piel es lisa en el dorso y granular en el vientre, garganta y en la parte posterior de las extremidades. Su coloración es verde y puede tener algunas manchas elongadas de color café oscuro en la espalda. Tiene una banda café oscuro que se extiende desde el hocico a través del orificio nasal, el ojo y tímpano hasta el costado y generalmente hasta la ingle; esta banda está bordeada por arriba por una línea estrecha color blanco. Los muslos, el borde externo de su tibia y el borde externo del tarso son color café-naranja a negro con manchas amarillas.

## Distribución
Especie endémica de México, se distribuye en las tierras altas del sur de México en los estados de: Oaxaca, Puebla, Veracruz y Tlaxcala. Vive en las partes altas del valle de Tehuacán-Cuicatlán. En Oaxaca se encuentra en el valle de Oaxaca y las montañas al sur del mismo. En Tlaxcala fue localizado al norte del estado en el municipio de Tlaxco. Posiblemente tiene un rango más amplio de lo que los registros actuales sugieren.

## Hábitat
Vive en bosques de pino, así como zonas perturbadas que van de los 2250 a 2542 m s. n. m. Habita en tierras bajas alrededor del valle de Oaxaca donde, por una parte del año, se congrega en campos de pasto inundados o en bosques de pino-encino y de pino en lugares más altos. Requiere de la presencia de bromelias para refugio durante la estación seca. Se reproduce en charcos estacionales y manantiales.

## Estado de conservación
A nivel mundial, esta especie se encuentra dentro de la UICN en la categoría de: preocupación menor.